# ミカるんX
『ミカるんX』（ミカるんクロス）は、高遠るいによる日本の大型バトルヒロイン空想特撮伝綺漫画。秋田書店の月刊漫画雑誌『チャンピオンRED』に、2007年10月号にプレ連載が掲載され、翌11月号より正式連載が始まり、2011年9月号まで連載された。単行本は全8巻。

## あらすじ・概要
バトル漫画や百合を取り入れたサイエンス・ファンタジー作品。
黎明10年4月、日本国旧都東京市渋谷特区にある全寮制の中高一貫校・聖アグリッパ学園に入学した南るんなは中等部首席鯨岡ミカと出会う。それは宇宙人や怪獣との戦いの始まりだった。当初はコメディ路線な話が多かったが、雷帝軍との戦いからは主要人物の死などシリアスな展開になった。最終的に地球は滅亡。人類は「航海士」として宇宙へ新天地を求めて旅立つことになる。
連載終了後、同誌の2011年11月号で、『CYNTHIA THE MISSION』の登場人物と本作のキャラクター達が共演する『V2 〜Voyagers' Visit〜（ブイツー ヴォイジャーズ・ビジット）』が掲載された。

## 登場人物
※キャストはドラマCD版のもの。

### 聖アグリッパ学園
南 るんな（みなみ るんな）
声：阿澄佳奈
聖アグリッパ学園高等部1年瑠璃組に外部生として入学した。福井県民。犬の耳のようなツインテールが特徴的。中学時代のセーラー服がお気に入りで「私服」として着用している。争いを好まない穏やかな性格で、個性の豊か過ぎる周囲の面々ともうまく付き合っている。幼少時から福井県立恐竜博物館に通っていたため、恐竜について詳しい。
願いをかなえる「魔法のブレスレット」、略して「マブ」を持っている。ミカと「合大（がったい）」することでミカるんXとなる。
雷帝軍との戦いで地球の滅亡が避けられないものとなったとき、地球と運命を共にすることを宣言してミカと対立。最終的には、ミカの強引な説得により、宇宙へ漕ぎ出すことになる。
鯨岡 ミカ（くじらおか ミカ）
声：井上麻里奈
中等部の首席卒業生、るんなと同じ高等部1年瑠璃組。寮もるんなと同室。学力・体力共に学年トップ。得意技はミカさんキック。るんなにキスをするなど、少々エキセントリックかつレズビアンな上にドすけべなところがあるが、学生の人気は高い。
10年前にイスラエルでテロに遭い、父が死亡。本人も瀕死の重傷を負うが奇跡的に復活した。高等部初日にシノギリーに首を切断され、電柱の下敷きになるが、「マブ」の力で復活する。るんなと「合大（がったい）」することでミカるんXとなる。ちなみに巨大化時に裸体を衆目に晒すことの羞恥心は、あまり無い。
養父ディオニスと対立しており、彼が地球とともに最期を迎えるまで和解することはなかった。その後、ディオニスが人類が「航海士」として旅立つための用意をしていたことを知り、後悔。人類代表として人類船団を導くことを決意する。
臍矢 円弧（へそや まるこ）
声：斎藤千和
るんなと同じ外部生。ボーイッシュなショートヘアの少女で、口調は少々乱暴。実は着ぐるみで中にペソマルク星人（後述）が入っている。せこい詐欺を仕掛けることが多い。テストでは簿記のみ満点。みわの死後、心に虚無感を抱えたことで「雷帝」の適合者となる。地球滅亡後の月面でミカとるんなに対し決別を宣言するが、結局二人のペースにのまれ「また会える」というるんなの言葉にしぶしぶ了承する。
安生 安生（あんじょう あき）
2学期に来た転入生。ミカと全く互角の身体能力を持ち、るんなとも合大できる特殊体質。性格はミカの上を行く過激なレズビアン気質で、容赦ない下ネタを次々と発する。なにかと「200％」を付けて喋るのが口癖。
正体はミカの実の母親である。
磐南 みわ（いわなみ みわ）
アキと同時に転入してきた京都出身の少女。先天的な病のため非常に病弱で陽の光にも弱く、常に冬服の上黒い帽子や日傘、手袋、タイツを身に着けている。臍矢のことを「ボス」と慕い、彼女が宇宙人と知ってからも変わらず仲良く学校生活を送る。
堰 由布子（せき ゆうこ）
声：野川さくら
初等部の頃は天才少女だったが高等部では落第ギリギリの超低空児。カイジャによって機動戦士ユーコムに改造された後、ゾリンゲン星人に首を刎ねられ死亡した。
朱田川 嬰（あけたがわ みどり）
声：喜多村英梨
由布子の取り巻き、学力試験万年2位。カイジャによってサーカスI ミドリオンに改造された後、ゾリンゲン星人に縦真っ二つにされ死亡した。
美馬 宮火（みま みやび）
声：力丸乃りこ
由布子の取り巻き、体力測定万年2位。カイジャによってライドアーマー ミヤビーダに改造された後、ゾリンゲン星人に胴を両断され死亡した。
敦丘 曜子（つるおか ようこ）
声：喜多村英梨
サッカー部のエース。素人であるミカにサッカーで負けた上、足を骨折する怪我を負い、将来を悲観したところをカイジャにつけこまれて黒斑怪球メガパウロに改造された。ミカるんXにより足を骨折する前の状態で復活する。
荒川 なる（あらかわ なる）
高等部1年瑪瑙組。中学のときはミカと同じクラスだった。ミカ公認モノマネ芸人で、ミカのおしとやかな仕草のマネが得意。
名前は荒川稔久から。
伊上 イツキ（いがみ イツキ）
高等部2年黒曜組。ミカ公認モノマネ芸人で、ミカの高飛車な態度のマネが得意。
武上 のぞみ（たけがみ のぞみ）
中等部3年ジルコニア組。ミカ公認モノマネ芸人で、ミカのべらんめえ口調のマネが得意。
七宝洞 歌乃子（しっぽうどう かのこ）
声：山本麻里安
聖アグリッパ学園2年生で、西寮の寮長。怪獣を迎撃するCUBEの本部長でもある。いつもニコニコしている一見のんびりした性格だが、ミカとるんなを牛コスプレで緊縛し、硬軟織り交ぜた「説得」を行うなど、一筋縄ではいかない人物。怪獣迎撃の作戦指揮は的確だが、戦力が伴っていないためはかばかしい成果を挙げていない。
その正体は、過去にタイムスリップしたるんな達と遭遇した際に、暗黒物質を体内に取り込んでしまい不死身となった女性。
久里虫 千遊（くりむし ちゆ）
声：斎賀みつき
聖アグリッパ学園3年金剛石（ダイア）組。正体はうお座M74渦巻銀河霊長カイジャ。
阿倍野 明路（あべの みょうじ）
声：松尾大亮
1年瑠璃組の担任。古文教師。

### その他
エンディミオン
声：緒方恵美
るんなの夢に現れる謎の男。幼いるんなにマブを与えた。「名前はヒミツ（秘密）」と自己紹介したことからるんなに「ヒミツさん」と呼ばれていた。
古代の地球である惑星イリアスの王族だったが、当時侵略に現れたレプス星人・邪神セレーネから一目惚れされ、「邪神の枷（＝マブ）」にて他者の魂を吸いながら不老不死を保つ夢魔へと変えられた。邪神セレーネ戦の際に、アニマダイスと融合し島袋となる。
ハインリヒ・コルネリウス・アグリッパ
声：柴田秀勝
七宝洞歌乃子がいつも連れている黒毛の小型犬。人語を話し、七宝洞に的確なアドバイスを与える。
その正体はAVN財団総帥にして、かつて地球を襲ったソウルボイジャー・ナンバー1のアドヴェナ・ニゲルその人。
鯨岡飛鳥
声：松田健一郎
ミカの実父で、子連れ鯨（ホエール）と言われた腕利きのトレジャーハンター。世界各国の宗教学・考古学学位を持つ聖遺物鑑定家でもあった。10年前にイスラエルで戦火に巻き込まれ死亡した。
ディオニス・カッシアス
ミカの養父、バケーネ公国陸軍大佐（旧アメリカ合衆国陸軍大佐）、AVN財団の役員にして聖アグリッパ学園の理事長。ミカには「気持ち悪い」と嫌われている。
正体は紀元前生まれの古代ローマ兵であり、古代エルサレムにタイムスリップしたミカ（イエス・キリスト）を処刑した際に血の呪いを受け、七宝洞と同じく不死の肉体を持っている。
不死であるゆえに自らにふさわしい死を望んでおり、ミカに殺されることを願う故にミカへのいやがらせ的な行為を続ける。ミカとは最後まで和解することなくディオニスは崩壊する地球とともに消滅する。この親子の確執について作者は、親と対立していた過去を基にしているとディオニスが死亡した回の巻末コメントで述べている。
能見 靜（のみ しずか）
声：山田みほ
ニュースワイドショー「飛行船ワイド」の司会者。
勝谷
「飛行船ワイド」のコメンテーター。

## 合大と変身
本作では主人公であるミカとるんなを中心に、様々な合体・変身・巨大化が行われる。

### ミカるんX（クロス）
ミカとるんなが互いに触れ合う「合大マブフラッシュ」によって合大（がったい＝合体＆巨大化）して現れる合身巨人。フォームチェンジで2つの形態をとる。
ミカフォーム
体長40メートル体重40,000トン。全裸のミカの胸元にるんなの頭が埋もれた姿をした肉体派ファイター形態。巨大化時に衣類が破れるため、大方において全裸。ミカの格闘能力と、るんなが作り出すエネルギー状の武器で戦う。
ミカさんキック・ミカさんウィザード・ミカさん踵落し・ミカさんギャロップ・ミカさんリフト・ミカさんカリバー
肉弾技。
ミカさんデトネイター
再生怪獣軍団を一撃で壊滅させたパンチ。
ミカさんランス・ミカさんアックス・スパイラルシュート
るんなの作り出したエネルギー状の武器。
ミカさんスコップ
巨大なスコップによる雪かき。

日本海フォーム
体長45メートル（ウサ耳含む）、体重40,000トン。ウサ耳の魔法少女風コスチュームのるんながミカの頭のついたステッキを持つ姿の月の力を持つ魔法戦士形態。人呼んで魔法の福井県民。フォーム名はるんなが日本海に面した福井県の出身であることから。
宇宙時計遡洄呪式（コズミック・クロックワークス・リグレッション）
時間を巻き戻す魔法。怪獣化された人間を元に戻したり、敵が技を繰り出す前に戻すことができたりする。
越前くらげウィップ
ぬるぬるしたヒモのような触手で敵をからめとる。
上越サンダーアタック・長岡コフィン・魚沼ボレアリス・燕三条エクスキューション
新潟のみんなの力を借りて行う雪を使った攻撃。

### ミカるんXX（ダブルクロス）
日本海フォームのリグレッションの力を利用し、次元の壁を越えて4次元の存在となったミカるん。マブが新生マブとなってからは島袋の腹具合によって変身できる時間が異なり（例：腹五分目なら5秒）、時間切れになると通常形態であるミカフォームに戻る。
デビルミカフォーム
体長43メートル、体重45,000トン。ミカフォームをベースに、黒い悪魔のような翼と手袋・ブーツを身に着けた姿。胴体部分は相変わらず裸。4次元によるテレポートや分身などの多彩な技を操り変幻自在な格闘攻撃を行う。
日本海の天使フォーム
体長45メートル、体重45,000トン。クラゲのようなフォルムの白いワンピースに天使の翼が生えたるんなベースの姿。4次元や3次元の存在を2次元平面にしてしまう超次元魔法などを使うが、魔力消費が非常に大きい。

### ミカるんGX（グランドクロス）
宇宙の墓場から蘇ってきたミカの力と、ヒミツさん改め島袋の宿った新生マブの力で「新生合大（ブランニュー・マブフラッシュ）」を果たした姿。
アンデッドミカフォーム
体長40メートル、体重不明。黒目と白目が反転した眼球、骨が露出したボロボロの肌など、ゾンビのような外見をしている。宇宙の墓場よりエネルギーの供給を受け「死」そのものの情報を相手に打ち込むことが出来る。
ファイナルグリッターフォーム
体長40メートル、体重不明。通常のミカフォームが青白く発光しているような姿。ミカるんを応援する地球人たちの信念のエネルギーにより変身する。

### ミカるんXXX（マキシマイザー）
ミカ、るんな、アキによる三位一体の「究極大合大（ラスト・エヴォリューション）」。非常に人間に近いこれまでの形態と違い、瞳の形状や顔・体の文様などが航海者寄りになっている。
炎皇態（シャイニングブレイズフォーム）
赤い肌と炎のような髪を持ち、両肩にるんなとアキの顔を備える。圧倒的な攻撃力と斬られても揺れる炎のように元に戻る防御力を兼ね備えた、パワーとディフェンスの形態。
疾風態（ナイトメアフォーム）
体の随所が刃物やドリルのように鋭利な形をしたスピードとオフェンスの形態。宇宙剣聖ジュダン星人が止まって見えるほどの驚異的なスピードを誇る。

### ミカるんX　ユニバーサル・メルカトルフォーム
体長40メートル - 23キロメートル、体重不明。改造され生体遊星となった地球・三ツ首焔龍プロミネテスに食われたミカるんが、内側からプロミテネスの巨体を乗っ取り再生した形態。手足に龍のような鱗と鉤爪を持ち、全身が虹色に淡く発光する。
グローバルウイング
かつて地球にあった大陸の形をした翼。球状に展開し、地球そのもののようにして移民船団を守りながら移動できる。

### ミカるん以外の合大・変身等
等身大の福井県民　ルナルナ☆るんな
身長190センチメートル（耳を含む） 体重不明。ミカ不在の非常時にるんなが単体で変身した姿。巨大化はしていない。リグレッションを撃つこともできるが、パワー不足のため1回が限度。
アキるんZ　乳神フォーム
体長43メートル、体重45,000トン。アキとるんなが合大した戦士。アキが得意とするレスリング形式の大胆な格闘戦を行う。
魔法の守銭奴　クレイジー￥キャッシュ
体長42メートル、体重42,000トン。ペソマルク星人が友情に目覚めパワーアップ、二段変身した魔法少女。武器の宇宙ガマ口やワンクリック詐欺などの様々な詐欺を用いて戦う。
機獣王アニマリオン
体長60メートル、体重1,000トン。3機が合体して完成する巨大ロボ。パイロットとしてミカ、るんな、ペソマルク星人が搭乗する。るんながマブと記憶を失った際に戦う手段として爆撃機ストーカーに超立方体（ハイパーアニマキューブ）を融合させ、進化したことで生まれた。武器は兎耳剣など。
雷帝　ダークネスペソマルク星人
体長42メートル、体重50,000トン。心を虚無にしたペソマルク星人と雷帝が合大・融合した姿。戦闘能力はそれまでのペソマルク星人の比ではない。

## CUBE（キューブ）
東京市営軍対地球外知性体特殊戦略本部及び、その「球」と「部」からとられた略称。七宝洞歌乃子が本部長、彼女の「説得」によりミカとるんなも正式に隊員となった。

### 市営軍保有戦力
早期警戒衛星プラヴァツキー
月軌道上のマンダギン星人を発見した。
マルキオン
攻撃衛星。指向性中性子ミサイルとそれを射出するための大型リニアランチャーを装備する。
マンダギン星人を迎撃するも、逆に破壊される。
戦闘爆撃機ストーカー
市営軍練馬基地が保有する一人乗りの航空戦力。市営軍所属となったミカとるんなも搭乗する。
延縄捕獣緊縛車
ミカるんXを亀甲縛りで捕獲した。

## 用語集
AVN財団（アーファウエンざいだん）
アグリッパ・フォン・ネッテスハイム財団。ドイツのケルン市に本拠を構える東京市の経営母体。聖アグリッパ学園やCUBEはその下部組織。
魔法のブレスレット
通称マブ。るんなが子供のときに、夢の中でヒミツさんにもらったものであり、このブレスレットの力によってミカるんXへと変身する。
本来は、邪神セレーネが恋に落ちたエンディミオン（ヒミツさん）に永遠の命を与えるために与えられたものであり、その代償として他者の魂を奪っていた。
新生・魔法のブレスレット（玄人向け）
通称島袋（しんせい・まほうのぶれすれっと（くろうとむけ））。
エンディミオンがペソマルク星人から受け取ったアニマダイスと融合した姿。
マブとは違い他者の魂を奪うことはないが、その代わりにエネルギーとして食べ物を摂取する必要がある。

## 宇宙人&怪獣

### 超銀河霊長（ソウルボイジャー）
地球に飛来した異星人たちに対する地球側の呼称。暗黒物質の肉体と星間侵攻の本能を持つ宇宙の亡霊という意味。地球への飛来順にナンバーで分類されている。強力な肉体を持ち、生身の体ひとつで宇宙の泡構造を貫き亜光速の旅をすることが可能。「航海者」とも呼ばれる。ナンバー6以降は作品中（黎明10年以降）に飛来したソウルボイジャーである。
ナンバー1 / 黒い異邦人（アドヴェナ・ニゲル）
黎明元年、最初にやってきたソウルボイジャー。千代田区全域を焦土と化し、10年後の再来を予言して退去した。
ナンバー2 / シルヴィ星人
黎明4年、殖民のため集団で地球に飛来。その後も各国で定住中。
ナンバー3 / やまねこ座α星系 ナーゴヤン星人
黎明7年、1万匹の猫を操り合成怪獣ネコマータとして使役し、人類文明の破壊を謀った。東京からは追い出されたが、ワシントンD.C.を百万匹合体のネコマータ2世で制圧。バケーネ公国を建国。流暢な名古屋弁を話す。
猫1万匹合成怪獣 ネコマータ3世
八丈島を襲ったブラックピードを迎え撃つために、沖合いに停泊中の原潜から現れた。

ナンバー4 / 宇宙切り裂き魔 ゾリンゲン星人
黎明9年、各国でバスガス星人と戦闘を繰り返す。千代田廃区にてバスガス星人の自爆によって両者消滅と思われていたが、実は生き延びていた。カッターナイフのような腕で敵を切り裂くことを得意とする。必殺技は捕食性タキオンによってすべての光を吸収する闇を作る宇宙剣法・朧闇と、空に舞い上がって敵に切りかかる宇宙剣法・天狗斬。
ユーコム達を斬殺した後ミカるんXに挑戦するも、ミカるんXと市営軍の連携攻撃に敗北した。
ナンバー5 / 宇宙爆弾魔 バスガス星人
黎明9年、各国でゾリンゲン星人と戦闘を繰り返す。千代田廃区にて自爆し、ゾリンゲン星人もろとも消滅。
ナンバー6 / ペソマルク星人
宇宙でもっともあぶく銭を愛する種族で、怪獣詐欺で地球人から金を巻き上げるために地球にやってきた。必殺技は浄化の光ロンダリング光線。
念動剣獣 シノギリー、念動鞭獣 ヴェンダー
ペソマルク星人に操られて暴れた巨大怪獣。合体・巨大化したミカとるんなに倒された。

ナンバー7 / 宇宙取立人 マンダギン星人
声：杉本ゆう
シノギリーとヴェンダーのレンタル料をペソマルク星人から取り立てるために地球にやってきた。市営軍による指向性中性子ミサイルの迎撃をものともせず地球に進入。爪型ミサイルと火炎放射を武器とする。地球人に化けて潜伏してるペソマルク星人をいぶり出すために破壊と虐殺を行ったが、ミカるんXによって倒された。
ナンバー8 / うお座M74渦巻銀河霊長 カイジャ
人間の心の闇を利用して怪獣を製造。その怪獣を使って地球侵略を行った。ミカるんXの放ったミカさんランスによって倒された。
黒斑怪球 メガパウロ
カイジャが敦丘曜子を改造して作ったサッカーボール型の怪獣。宇宙時計遡洄呪式で元の姿に戻された。
奇岩巨人 ガッパドキア
ケバブ屋のお姉さんを改造して作った岩石怪獣。宇宙時計遡洄呪式で元の姿に戻された。
改造 シノギリー、改造 ヴェンダー、亡霊 ネコマータ、再生 シルヴィ星人、改造 マンダギン星人
市立宇宙科学研究所に研究のため保存されていた怪獣・宇宙人の遺体を改造して作った再生怪獣軍団。ミカさんデトネイターにより瞬殺。
機動戦士 ユーコム、サーカスI ミドリオン、ライドアーマー ミヤビーダ
堰由布子、朱田川嬰、美馬宮火を改造して作った友情の三体合体ロボット怪獣。本体がユーコムで右腕がミドリオン、左腕がミヤビーダ。ゾリンゲン星人によって切り刻まれて倒れた。

ナンバー9 / 結晶宇宙人 ロック星人 エニュオ
邪神セレーネの攻撃から逃れ生き延びた、イリアスの住民の1人。エンディミオンの兄弟で王族。人工太陽ソル・セプトゥスのエネルギーで特異点の無限圧力にも耐える身体を手に入れるが、八丈島サミットの際にミカるんXによって倒された。

ナンバー10 / 異次元宇宙人 ミスティカ星人 ヘルマプロディトス
邪神セレーネの攻撃から逃れ生き延びた、イリアスの住民の1人。エンディミオンの兄弟で王族。人工太陽ソル・セプトゥスのエネルギーで4次元の身体を手に入れるが、宇宙時計遡洄呪式でミカるんXから進化したミカるんXXによって倒された。
ナンバー11 / フロレ星人 アルセイド
邪神セレーネの攻撃から逃れ生き延びた、イリアスの住民の1人。エンディミオンの兄弟で王族。人工太陽ソル・セプトゥスのエネルギーで巨大植物の暴獣を生み出せる身体を手に入れるが、機獣王アニマリオンの兎耳剣まちぼうけ斬りによって倒された。
ナンバー12 / アンゼラス星人 クピド
邪神セレーネの攻撃から逃れ生き延びた、イリアスの住民の1人。エンディミオンの兄弟で王族。
黎明邪神 レプス星人セレーネ
かつての地球である惑星イリアスを滅ぼし、エンディミオンを不死の夢魔に変えた航海者。宇宙四天王の一角に数えられる。エンディミオンに会うためにおよそ1000年ごとに地球を訪れるが、その際は地球人の体に憑依する必要がある。竹取物語に登場するかぐや姫の正体も前回地球に来た時の彼女だった。パワーアップしたアンデッドミカフォームをも圧倒する戦闘能力を備え、その強さに裏付けされた非常に大きな自信、プライド、傲慢さを持つ。

### 雷帝軍
宇宙四天王のひとりである「雷帝」を中心とした宇宙侵略軍。雷帝と7人の配下、天体を改造した超生物「生体遊星」によって構成される。「白き魔城の建つところ その星は焦土と化す」と言われ、地球に飛来した際は彼らを恐れるあまり、脱出を試みる地球内の航海者が続出した。
雷帝
配下の七星将から絶対服従の支配者として崇められている存在。その実体は、強力な航海者たちの仲間割れを危惧したナイトロウ星人が設定した架空の皇帝だった。しかし強力な催眠により七星将たちがその存在を信じ込んだことで、彼らの思念エネルギーが素となりある時実際に「雷帝」として実体化してしまった。実体化した雷帝は地上に降り、虚無から生まれた自分の存在を満たすためか様々な航海者を殺害および吸収して自らの血肉としていった。

#### 雷帝軍・破天七星将
雷帝の7人の配下。いずれも特殊な技能や強大な戦闘能力を有する。
迅将：空手宇宙人 イグニオ星人
宇宙空手というスピード技の使い手。ミカたちをバラバラの時空へ飛ばし合大を防いだり、子供の姿でるんなを欺いたりする頭脳派でもある。アキるんZの放ったアキちゃんエクスプロシブにて跡形もなく吹き飛ばされた。
轟将：灼熱宇宙人 ラヴァ星人カイエン
強力な炎の力を操るパワータイプの航海者。生体遊星タトラスの内部に入りミカるんの攻撃を防いでいたが、隙を突かれ握りつぶされた。
恋将：宇宙歌姫 アルカン星人マジェスタ
ポップな歌を歌うアイドル風の航海者。強力な殺人音波を操ることが可能で、地球を脱出しようとしていたシルビィ星人の大艦隊を一撃で消滅させた。雷帝軍から亡命してきたと自称し聖アグリッパ学園に潜入・新霊長の殺害を試みるが、文化祭のライブ会場にてギガンティック・ミカ・オーケストラの歌う楽曲に心打たれ倒された。その後改心しストリートミュージシャンとして活動していたところ、謎の航海者によって殺害される。
幻将：宇宙茸人間 マシュール星人
自らの胞子を散布して生物を操ることができる。古代エルサレムに飛ばされイエス・キリストとして崇められ始めたミカを、周囲の人間を操ることで処刑に追い込んだ。ペソマルク星人のパワーアップした姿・クレイジー￥キャッシュによって倒された。
暴将：宇宙爬虫人 ロンズ星人
龍機神ディープルートΩに自ら食われることで心中合体を果たし「涅槃の鬼」となって、ミカたちを追い詰めた。半分死んでいるためデビルフォームの4次元攻撃すら受け付けなかったが、死のエネルギーを持つアンデッドミカフォームにより倒された。
右大将：宇宙剣聖 ジュダン星人エイセイ
ゾリンゲン星人の使っていた宇宙剣法の開祖。しかしゾリンゲン星人は宇宙剣法の使い手の中でもまだヒヨッコだったらしい。時間を止めているのではないかとミカたちが勘違いするほどの超スピード技「宇宙時計停滞剣（コズミック・クロックワークス・スタッグネイション）」を使う。しかしそれを凌駕する進化を遂げたミカるんXXX疾風態によってバラバラに刻まれた。
左大将：宇宙機械人 ナイトロウ星人
三角錐型の頭部、六角錐に近い胴体、細い触手の足を持つ奇妙な姿の宇宙人で雷帝軍を組織した張本人。七星将となる以前の彼ら7人の中で不可侵条約が結ばれた際、仲間割れを防ぐために「雷帝」という架空の統率者を設定し、自分を含む7人に強力な暗示をかけ「雷帝」のしもべとして動くようにした。しかし実体化してしまった雷帝に頭脳を支配され、最後はミカるんを巻き込んで雷帝魔城ごと自爆した。

#### 生体遊星
惑星・彗星などが改造され、生体化した存在。一般的な怪獣よりはるかに強力なパワーを持つ。
生体遊星第0号 雷帝魔城（フォートアイヴァン）
雷帝軍の本拠地にして最初の生体遊星。その正体はナイトロウ星人の外部頭脳。
生体遊星旧1号 白色獣神ハイペリオン
起動実験中に制御不能となり破棄されたところを怪獣レンタル機構に回収され、有人ユニットとしてリサイクル後販売されていた。ペソマルク星人の宇宙パソコンにてこれを注文したみわや、七宝洞、アキらが乗り込んでミカたちをサポートした。
生体遊星第1号 超弩級特攻竜ホロウテイル
体長200キロメートル。ハレー彗星が改造され生体遊星となった姿。この巨体で宇宙空間から日本めがけて突撃しようとしていたが、地表直前にてミカるん・ペソマルク星人・シルビィ星人・謎の黒い航海者らによって解体された。
生体遊星第2号 堅牢要塞獣タトラス
ラヴァ星人カイエンのしもべで、見た目は巨大なカメ。無限高度の甲羅で鉄壁の守りを誇るが、特異点と同等の無限圧力に達するミカさんキックによって倒された。
生体遊星第3号 音響白鯨エコーラ
元は大人しい宇宙クジラだったが雷帝軍に捕まり改造された。アルカン星人のしもべであり、頭の上にはライブステージ、巨大なスクリーン、音響・照明機構を備えている。長い尻尾の先はマイク。
生体遊星第4号 軟体空爆獣アンブロブラー
宇宙ダコと隕石が合体した姿で、イグニオ星人が乗る。タイムスリップした先の昔の若狭では海坊主として恐れられていた。アキちゃんファイヤーにて丸焼きになった。
生体遊星第5 - 10号 群生菌獣レギオン
マシュール星人の胞子により生体遊星化された小惑星群。クレイジー￥キャッシュの放つ詐欺技で次々に倒された。
生体遊星第11号 黄金竜ディプルートα
金属的な質感の竜型生体遊星。頭部と手足が分離する。
生体遊星第12号 白銀竜ディプルートβ
細長い蛇のような姿の生体遊星。角を中心として円盤状の形態になることもできる。
龍機神ディプルートΩ
ディプルートαとβが合体した姿。炎や光線技でアキるんとミカの操るペソマルク星人を追い詰めた。最期はロンズ星人と心中合体し炎の竜となる。
生体遊星第13号 天体掘削球ジュピターガイスト
マイクロブラックホールを次々と放つ移動砲台ともいえる生体遊星。東京市の地下シェルターまで侵攻し圧倒的な火力によりミカたちを苦しませたが、みわの駆るハイペリオンのサポートにより倒された。
生体遊星第14号 死霊幻魔フォグムーン
暗黒物質の霧により、みわの両親を探しに来たペソマルク星人に死者の国の幻を見せた。吸い込むと強烈に死にたくなってしまう自殺衝動ガスなどを放つが、心底怒っていたペソマルク星人により倒された。
生体遊星第15号 レンズ星獣玉輪丸（ぎょくりんまる）
ジュダン星人エイセイのしもべ。次元の門である瞳に映した相手を存在ごとコピー、召喚できる。無限回数分裂し続ける樹状分裂（フラクタル）光線も操る強敵。最期はミカさん棘列斬獣刀（フランベルジュ）により真っ二つにされた。
生体遊星第16号 三面結晶獣ブラックスクエア
暗黒物質でできた巨大な立方体から植物の根が生えている。頭部には3種類の少女の顔を持ち、それぞれが口々に喋る。ミカるんXXX疾風態により砕かれバラバラになった。
生体遊星第17号 三ツ首焔龍プロミテネス
雷帝魔城の力により暗黒物質を注ぎ込まれ、生体遊星となってしまった地球。3つの竜型の頭部と不死鳥のような翼を持っている。圧倒的な巨体でミカるんを捕食したが、その直後内側から奪肉再生（ミカさんリバース）を受けユニバーサル・メルカトルフォームとなった。

### 暴獣
炎熱暴獣 ボルカン
コンビナートを襲った。火球で攻撃を行う。
ミカるんXの雪による攻撃で動きを止められ、ミカさんカリバーで輪切りにされた。
百足暴獣 ブラックピード
八丈島のサミット会場を襲った。毒液で攻撃を行う。
迎撃のために現れたネコマータ3世と戦う。
双魚暴獣 カレイドビラーメ
エニュオに味方する怪獣。元素変成音波を出し、音波を浴びた者を石化させる能力を持つ。海中では80ノット（148.16km/h）ものスピードで移動する。

### その他の宇宙人・怪獣
霊界宇宙人 イマージュ星人
宇宙の墓場の守り人で、レプス星人に敗れたミカに成仏を促した。昔は他の航海者たちと同じようにイケイケな戦いの日々を送っていたらしい。
宇宙チンピラ ゾリンゲン星人Jr.
マタドール殺法の使い手。初代とは赤の他人の上、初代より性格も腕も頭も悪い。
宇宙怪鳥 モーギン星獣
マッハ7で飛行する鳥型怪獣。中国・北京を襲うもデビルフォームにより5秒以下で倒された。
冷凍凶獣 マッドレイカー
宇宙エキスモー・レイカー星人が巨大化した姿。弾力ある体毛でどんな攻撃も受け付けないが目玉が弱点。
風神怪獣カスパー・雷神怪獣ハウザー
ジュダン星人により手配されたレンタル怪獣。バケーネ公国を襲い、ナーゴヤン星人やネコマータを痛めつけた。

## 挿入歌・劇中歌
本作は漫画作品であるが、劇中でしばしば「挿入歌」として歌詞が掲載されている。いずれも「作詞/わたし 作曲/あなた」と記述されており、歌詞は著者が作詞したものであるがメロディは付いていない。共に記載されている歌手名も読者である「あなた」を含んだ架空の名称である。また、挿入歌以外でもドラマCDに収録されている主題歌「しあわせのスパイラル」も著者が作詞を行っている。
「合大！ミカるんX」 歌：あなたと妄想合唱団みみずく
ゾリンゲン星人との決戦に向かって走るミカとるんなのバックに流れる曲。2人の友情や戦いへの決意を明るいタッチで描いている。
「鳥獣合体！アニマリオン」 歌：黒部ダムPROJECT featuringあなた
アニマリオンの強さと雄姿を称えた、王道ロボットアニメソング。
「しあわせのスパイラル　―アンリミテッドエナジーフォーム―」 作詞：高遠るい 作曲：Funta7 歌：みんな
挿入歌のうちこの曲のみ例外で、主題歌「しあわせのスパイラル」の別バージョンである。音源化はしていない。
また扱いも厳密には挿入歌でなく「第壱期・最終回エンディングテーマ」となっている。
「遊星歯車No.9（プラネタリギア・ナンバーナイン）」、「ヒヨコなココロ」、「Surviver kiss」、「Precious Starry World」
いずれも宇宙歌姫ことアルカン星人マジェスタの歌う劇中歌。
遊星歯車No.9は同著者のライトノベル「ボイス坂 〜あたし、たぶん声優向いてない〜」にも登場した。
「Naked Voyager」、「俺俺ロック第69章」
マジェスタに対抗し結成されたギガンティック・ミカ・オーケストラでアキとペソマルク星人が歌う劇中歌。
「風雷兄弟のうた」 歌：あなたと妄想合唱団みみずく
レンタル怪獣のカスパーとハウザーがバケーネ公国を蹂躙する場面で流れる曲。

## 関連商品

### 書籍情報
- 高遠るい『ミカるんX』秋田書店《チャンピオンREDコミックス》、全8巻
  1. 2008年4月18日発売、ISBN 978-4-253-23331-6
  2. 2008年10月20日発売、ISBN 978-4-253-23332-3
  3. 2009年4月20日発売、ISBN 978-4-253-23333-0
  4. 2009年10月20日発売、ISBN 978-4-253-23334-7
  5. 2010年4月20日発売、ISBN 978-4-253-23335-4
  6. 2010年9月17日発売、ISBN 978-4-253-23336-1
  7. 2011年4月20日発売、ISBN 978-4-253-23337-8
  8. 2011年9月20日発売、ISBN 978-4-253-23338-5

### ドラマCD
- チャンピオンRED 2009年6月号付録 ミカるんX ドラマCD特別編
- ミカるんX DRAMA CD 01（ポニーキャニオン、2009年4月24日）
- ミカるんX DRAMA CD 02（ポニーキャニオン、2009年5月29日）